# Pedicularis uralensis
Pedicularis uralensis är en snyltrotsväxtart som beskrevs av Aleksei Ivanovich Vvedensky. Pedicularis uralensis ingår i släktet spiror, och familjen snyltrotsväxter. Inga underarter finns listade i Catalogue of Life.